# HarmonyOS NEXT
HarmonyOS NEXT (en chino :鸿蒙星河版; pinyin: Hóngméng Xīnghébǎn) es un sistema operativo distribuido propietario desarrollado por Huawei Technologies Co., Ltd. como continuación a su sistema operativo HarmonyOS. El sistema operativo está dirigido principalmente para desarrolladores de software y hardware. HarmonyOS NEXT únicamente admite aplicaciones nativas de HarmonyOS por la falta del núcleo de Android.
La primera versión preliminar interna del sistema se reveló el 4 de agosto de 2023, y la primera versión preliminar se lanzó a los desarrolladores públicos registrados el 18 de enero de 2024.
Los dispositivos probados en la versión preliminar para desarrolladores del sistema fueron los teléfonos Mate 60, Mate 60 Pro y Mate X5 en el primer lote.